# Ernst Rowohlt
Ernst R. Rowohlt (n. 23 iunie 1887, Bremen, Germania – d. 1 decembrie 1960, Hamburg, RFG) a fost un editor german care a fondat editura Rowohlt în 1908 și a condus-o personal și prin succesorii lui până la moartea sa.
În 1912 s-a căsătorit cu actrița Emmy Reye, dar căsătoria a durat doar o scurtă perioadă de timp. În 1921 s-a căsătorit cu Hilda Pangust și în 1957 s-a căsătorit cu Maria Pierenkämper. Rowohlt a avut doi fii, ambii ilegitimi: Heinrich Maria Ledig-Rowohlt (1908-1992), care i-a succedat în calitate de director al editurii, și Harry Rowohlt (1945-2015), scriitor. De asemenea, el a mai avut o fiică.
În calitate de editor s-a specializat în publicarea lucrărilor autorilor americani, inclusiv Ernest Hemingway și William Faulkner.
Odată cu ascensiunea naziștilor la putere, a început să publice cărți de călătorii și de non-ficțiune, care nu-i creau probleme politice, iar în 1937 s-a alăturat Partidului Nazist. El a insistat pentru păstrarea personalului evreu în cadrul editurii și a continuat să publice lucrările unor scriitori care erau dezaprobați de regim precum Hans Fallada. În 1936 el i-a permis autorului evreu Bruno Adler să publice o biografie a lui Adalbert Stifter sub pseudonim. Când s-a descoperit acest lucru în 1938, naziștii i-au interzis să mai lucreze ca editor.
Rowolt a predat controlul firmei fiului său, Heinrich Maria Ledig-Rowohlt, și a fugit în Brazilia, dar s-a întors în Germania în timpul războiului și a devenit căpitan în Wehrmacht pe Frontul de Est și a avut sarcini de propagandă în cadrul trupelor, până ce a fost nevoit să părăsească armata din cauza „lipsei de fiabilitate politică” în 1943.